# 12e étape du Tour de France 2003
Pour un article plus général, voir Tour de France 2003.
La 12e étape du Tour de France 2003 s'est déroulée le 18 juillet 2003 entre Gaillac et Cap Découverte sur un parcours de 47 km. Cette étape fut disputée sous forme de contre-la-montre individuel. Elle a été remportée par l'Allemand Jan Ullrich. Il écrase ce contre-la-montre, reléguant à 1 min 36 Lance Armstrong, qui n'avait jamais connu une telle défaite. L'Américain conserve le maillot jaune mais voit l'Allemand revenir à 34 secondes seulement.

## Classement de l'étape
| \| Classement de l'étape \| Classement de l'étape \| Classement de l'étape \| Classement de l'étape \| Classement de l'étape \| \| Coureur \| Coureur \| Pays \| Équipe \| Temps \| \| --------------------- \| --------------------- \| --------------------- \| ------------------------------- \| --------------------- \| \| 1er \| Jan Ullrich \| Allemagne \| Team Bianchi \| 58 min 33 s \| \| 2e \| Lance Armstrong \| États-Unis \| US Postal Service-Berry Floor \| + 1 min 36 s \| \| 3e \| Alexandre Vinokourov \| Kazakhstan \| Telekom \| + 2 min 06 s \| \| 4e \| Haimar Zubeldia \| Espagne \| Euskaltel-Euskadi \| + 2 min 40 s \| \| 5e \| Tyler Hamilton \| États-Unis \| CSC \| + 2 min 43 s \| \| 6e \| Uwe Peschel \| Allemagne \| Gerolsteiner \| + 3 min 26 s \| \| 7e \| David Millar \| Royaume-Uni \| Cofidis-Le Crédit par Téléphone \| + 3 min 55 s \| \| 8e \| Íñigo Chaurreau \| Espagne \| AG2R Prévoyance \| + 4 min 01 s \| \| 9e \| David Plaza \| Espagne \| Team Bianchi \| + 4 min 37 s \| \| 10e \| Santiago Botero \| Colombie \| Telekom \| + 5 min 00 s \| |                      |             |                                 |              |
| |                      |             |                                 |              |
| |                      |             |                                 |              |
| Classement de l'étape |                      |             |                                 |              |
| Coureur | Coureur              | Pays        | Équipe                          | Temps        |
| 1er | Jan Ullrich          | Allemagne   | Team Bianchi                    | 58 min 33 s  |
| 2e | Lance Armstrong      | États-Unis  | US Postal Service-Berry Floor   | + 1 min 36 s |
| 3e | Alexandre Vinokourov | Kazakhstan  | Telekom                         | + 2 min 06 s |
| 4e | Haimar Zubeldia      | Espagne     | Euskaltel-Euskadi               | + 2 min 40 s |
| 5e | Tyler Hamilton       | États-Unis  | CSC                             | + 2 min 43 s |
| 6e | Uwe Peschel          | Allemagne   | Gerolsteiner                    | + 3 min 26 s |
| 7e | David Millar         | Royaume-Uni | Cofidis-Le Crédit par Téléphone | + 3 min 55 s |
| 8e | Íñigo Chaurreau      | Espagne     | AG2R Prévoyance                 | + 4 min 01 s |
| 9e | David Plaza          | Espagne     | Team Bianchi                    | + 4 min 37 s |
| 10e | Santiago Botero      | Colombie    | Telekom                         | + 5 min 00 s |

## Classement général
| \| Classement général \| Classement général \| Classement général \| Classement général \| Classement général \| \| Coureur \| Coureur \| Pays \| Équipe \| Temps \| \| ------------------ \| -------------------- \| ------------------ \| ----------------------------- \| ------------------ \| \| 1er \| Lance Armstrong \| États-Unis \| US Postal Service-Berry Floor \| DQ \| \| 2e \| Jan Ullrich \| Allemagne \| Team Bianchi \| + 34 s \| \| 3e \| Alexandre Vinokourov \| Kazakhstan \| Telekom \| + 51 s \| \| 4e \| Tyler Hamilton \| États-Unis \| CSC \| + 2 min 59 s \| \| 5e \| Haimar Zubeldia \| Espagne \| Euskaltel-Euskadi \| + 4 min 29 s \| \| 6e \| Iban Mayo \| Espagne \| Euskaltel-Euskadi \| + 4 min 29 s \| \| 7e \| Francisco Mancebo \| Espagne \| iBanesto.com \| + 5 min 01 s \| \| 8e \| Ivan Basso \| Italie \| Fassa Bortolo \| + 6 min 49 s \| \| 9e \| Denis Menchov \| Russie \| iBanesto.com \| + 7 min 24 s \| \| 10e \| Christophe Moreau \| France \| Crédit Agricole \| + 4 min 55 s \| |                      |            |                               |              |
| |                      |            |                               |              |
| |                      |            |                               |              |
| Classement général |                      |            |                               |              |
| Coureur | Coureur              | Pays       | Équipe                        | Temps        |
| 1er | Lance Armstrong      | États-Unis | US Postal Service-Berry Floor | DQ           |
| 2e | Jan Ullrich          | Allemagne  | Team Bianchi                  | + 34 s       |
| 3e | Alexandre Vinokourov | Kazakhstan | Telekom                       | + 51 s       |
| 4e | Tyler Hamilton       | États-Unis | CSC                           | + 2 min 59 s |
| 5e | Haimar Zubeldia      | Espagne    | Euskaltel-Euskadi             | + 4 min 29 s |
| 6e | Iban Mayo            | Espagne    | Euskaltel-Euskadi             | + 4 min 29 s |
| 7e | Francisco Mancebo    | Espagne    | iBanesto.com                  | + 5 min 01 s |
| 8e | Ivan Basso           | Italie     | Fassa Bortolo                 | + 6 min 49 s |
| 9e | Denis Menchov        | Russie     | iBanesto.com                  | + 7 min 24 s |
| 10e | Christophe Moreau    | France     | Crédit Agricole               | + 4 min 55 s |

## Classements annexes
| Classement par points | Classement par points | Classement par points | Classement par points | Classement par points |
| Coureur               | Coureur               | Pays                  | Équipe                | Points                |
| --------------------- | --------------------- | --------------------- | --------------------- | --------------------- |
| 1er                   | Baden Cooke           | Australie             | Fdjeux.com            | 156 pts               |
| 2e                    | Robbie McEwen         | Australie             | Lotto-Domo            | 148 pts               |
| 3e                    | Erik Zabel            | Allemagne             | Telekom               | 126 pts               |
| 4e                    | Stuart O'Grady        | Australie             | Crédit Agricole       | 122 pts               |
| 5e                    | Thor Hushovd          | Norvège               | Crédit Agricole       | 120 pts               |

| Classement par points | Classement par points | Classement par points | Classement par points | Classement par points |
| Coureur               | Coureur               | Pays                  | Équipe                | Points                |
| --------------------- | --------------------- | --------------------- | --------------------- | --------------------- |
| 1er                   | Baden Cooke           | Australie             | Fdjeux.com            | 156 pts               |
| 2e                    | Robbie McEwen         | Australie             | Lotto-Domo            | 148 pts               |
| 3e                    | Erik Zabel            | Allemagne             | Telekom               | 126 pts               |
| 4e                    | Stuart O'Grady        | Australie             | Crédit Agricole       | 122 pts               |
| 5e                    | Thor Hushovd          | Norvège               | Crédit Agricole       | 120 pts               |

| Classement de la montagne | Classement de la montagne | Classement de la montagne | Classement de la montagne     | Classement de la montagne |
| Coureur                   | Coureur                   | Pays                      | Équipe                        | Points                    |
| ------------------------- | ------------------------- | ------------------------- | ----------------------------- | ------------------------- |
| 1er                       | Richard Virenque          | France                    | Quick Step-Davitamon          | 135 pts                   |
| 2e                        | Jörg Jaksche              | Allemagne                 | ONCE-Eroski                   | 75 pts                    |
| 3e                        | Lance Armstrong           | États-Unis                | US Postal Service-Berry Floor | DQ                        |
| 4e                        | Iván Parra                | Colombie                  | Kelme-Costa Blanca            | 71 pts                    |
| 5e                        | Aitor Garmendia           | Espagne                   | Team Bianchi                  | 62 pts                    |

| Classement de la montagne | Classement de la montagne | Classement de la montagne | Classement de la montagne     | Classement de la montagne |
| Coureur                   | Coureur                   | Pays                      | Équipe                        | Points                    |
| ------------------------- | ------------------------- | ------------------------- | ----------------------------- | ------------------------- |
| 1er                       | Richard Virenque          | France                    | Quick Step-Davitamon          | 135 pts                   |
| 2e                        | Jörg Jaksche              | Allemagne                 | ONCE-Eroski                   | 75 pts                    |
| 3e                        | Lance Armstrong           | États-Unis                | US Postal Service-Berry Floor | DQ                        |
| 4e                        | Iván Parra                | Colombie                  | Kelme-Costa Blanca            | 71 pts                    |
| 5e                        | Aitor Garmendia           | Espagne                   | Team Bianchi                  | 62 pts                    |

| Classement du meilleur jeune | Classement du meilleur jeune | Classement du meilleur jeune | Classement du meilleur jeune | Classement du meilleur jeune |
| Coureur                      | Coureur                      | Pays                         | Équipe                       | Temps                        |
| ---------------------------- | ---------------------------- | ---------------------------- | ---------------------------- | ---------------------------- |
| 1er                          | Denis Menchov                | Russie                       | iBanesto.com                 | 50 h 24 min 09 s             |
| 2e                           | Sylvain Chavanel             | France                       | Brioches La Boulangère       | + 10 min 19 s                |
| 3e                           | Evgueni Petrov               | Russie                       | iBanesto.com                 | + 11 min 17 s                |
| 4e                           | Juan Miguel Mercado          | Espagne                      | iBanesto.com                 | + 15 min 27 s                |
| 5e                           | Mikel Astarloza              | Espagne                      | AG2R Prévoyance              | + 17 min 21 s                |

| Classement du meilleur jeune | Classement du meilleur jeune | Classement du meilleur jeune | Classement du meilleur jeune | Classement du meilleur jeune |
| Coureur                      | Coureur                      | Pays                         | Équipe                       | Temps                        |
| ---------------------------- | ---------------------------- | ---------------------------- | ---------------------------- | ---------------------------- |
| 1er                          | Denis Menchov                | Russie                       | iBanesto.com                 | 50 h 24 min 09 s             |
| 2e                           | Sylvain Chavanel             | France                       | Brioches La Boulangère       | + 10 min 19 s                |
| 3e                           | Evgueni Petrov               | Russie                       | iBanesto.com                 | + 11 min 17 s                |
| 4e                           | Juan Miguel Mercado          | Espagne                      | iBanesto.com                 | + 15 min 27 s                |
| 5e                           | Mikel Astarloza              | Espagne                      | AG2R Prévoyance              | + 17 min 21 s                |

| Classement par équipes | Classement par équipes          | Classement par équipes | Classement par équipes |
| Équipe                 | Équipe                          | Pays                   | Temps                  |
| ---------------------- | ------------------------------- | ---------------------- | ---------------------- |
| 1re                    | CSC                             | Danemark               | 148 h 14 min 09 s      |
| 2e                     | iBanesto.com                    | Espagne                | + 2 min 01 s           |
| 3e                     | Euskaltel-Euskadi               | Espagne                | + 11 min 18 s          |
| 4e                     | US Postal Service-Berry Floor   | États-Unis             | + 14 min 29 s          |
| 5e                     | Cofidis-Le Crédit par Téléphone | France                 | + 23 min 00 s          |

| Classement par équipes | Classement par équipes          | Classement par équipes | Classement par équipes |
| Équipe                 | Équipe                          | Pays                   | Temps                  |
| ---------------------- | ------------------------------- | ---------------------- | ---------------------- |
| 1re                    | CSC                             | Danemark               | 148 h 14 min 09 s      |
| 2e                     | iBanesto.com                    | Espagne                | + 2 min 01 s           |
| 3e                     | Euskaltel-Euskadi               | Espagne                | + 11 min 18 s          |
| 4e                     | US Postal Service-Berry Floor   | États-Unis             | + 14 min 29 s          |
| 5e                     | Cofidis-Le Crédit par Téléphone | France                 | + 23 min 00 s          |